# 러시아의 변경주
러시아의 85개 연방주체 중 변경주(러시아어: край 크라이[*])는 9개를 차지하고 있다. 변경주는 주와는 다른, 러시아 중앙 정부에서 멀리 떨어진 변경 지방으로 간주되어왔으나, 현재는 주와 동격인 광역 행정구역이다. 러시아 정부는 최근 행정구역 통합을 추진, 2007년 캄차카주와 코랴크 자치구를 통합하여 캄차카 변경주가 신설되었고, 2008년 치타 주와 아긴스크부랴트 자치구가 통합된 자바이칼 변경주가 추가되었다.
아래의 지도는 변경주를 나타낸 행정 지도이다.
1. 알타이 변경주
2. 캄차카 변경주
3. 하바롭스크 변경주
4. 크라스노다르 변경주
5. 크라스노야르스크 변경주
6. 페름 변경주
7. 프리모르스키 변경주
8. 스타브로폴 변경주
9. 자바이칼 변경주

## 같이 보기
- 러시아의 공화국
- 러시아의 주
- 러시아의 자치구
- 러시아의 연방시
- 러시아의 자치주